# Darius Johnson-Odom
Darius Earvin Johnson-Odom (Raleigh, 28 settembre 1989) è un cestista statunitense.

## Carriera
Ha frequentato la Marquette University per tre anni, prima di venire selezionato con la 55ª scelta al draft 2012 dai Dallas Mavericks, venendo immediatamente ceduto ai Los Angeles Lakers. Durante la stagione 2012-13 viene più volte assegnato ai Los Angeles D-Fenders, in D-League. Il 7 gennaio 2013, ultimo giorno di mercato, viene tagliato dai Lakers. Con la maglia dei Lakers ha disputato 4 partite, per un totale di 6 minuti di gioco. Con la maglia dei D-Fenders ha avuto una media di 20,6 punti a partita.
Il 24 gennaio 2013 firma un contratto fino a fine stagione con lo Spartak San Pietroburgo, club militante in Professional'naya basketbol'naya liga.
Ha disputato la Orlando Summer League con la maglia dei Boston Celtics. Il 25 settembre 2013 ha nuovamente firmato con i Los Angeles Lakers. Il successivo 16 ottobre viene tuttavia tagliato.
Il 18 ottobre 2013 firma con i Sichuan Blue Whales, club militante in CBA.
Il 2 agosto 2014 firma con la Pallacanestro Cantù, club militante nel campionato italiano.
Il 12 giugno 2015 passa al Trabzonspor.
Il 28 dicembre 2015 lascia il Trabzonspor per accasarsi all'Olympiakos.
L'11 giugno 2016 torna nel campionato italiano trasferendosi alla Dinamo Sassari.
Il 1º febbraio 2017 rescinde il contratto con la Dinamo Sassari e firma con la Vanoli Cremona, squadra con cui firma un altro contratto annuale anche per la stagione 2017-18.
Viene squalificato per 8 mesi fino al 16 marzo 2019 per un controllo antidoping dove è risultato positivo al THC.
Dopo la squalifica, nel marzo 2019 firma per la Pallacanestro Reggiana fino al termine della stagione.
Nell'agosto 2019 firma nuovamente per la Pallacanestro Reggiana per tutta la stagione.

## Statistiche

### College
| Anno      | Squadra             | PG  | PT | MP   | TC%  | 3P%  | TL%  | RP  | AP  | PRP | SP  | PP   |
| --------- | ------------------- | --- | -- | ---- | ---- | ---- | ---- | --- | --- | --- | --- | ---- |
| 2009-2010 | Marquette G. Eagles | 34  | 22 | 29,7 | 45,5 | 47,4 | 67,7 | 2,6 | 2,4 | 0,9 | 0,2 | 13,0 |
| 2010-2011 | Marquette G. Eagles | 37  | 35 | 30,0 | 43,3 | 36,4 | 70,8 | 3,0 | 2,4 | 0,8 | 0,2 | 15,8 |
| 2011-2012 | Marquette G. Eagles | 34  | 33 | 32,9 | 44,7 | 38,5 | 76,4 | 3,5 | 2,7 | 0,9 | 0,1 | 18,3 |
| Carriera  | Carriera            | 105 | 90 | 30,8 | 44,4 | 40,3 | 72,2 | 3,1 | 2,5 | 0,9 | 0,2 | 15,7 |

### NBA

#### Regular Season
| Anno      | Squadra            | PG | PT | MP  | TC% | 3P% | TL% | RP  | AP  | PRP | SP  | PP  |
| --------- | ------------------ | -- | -- | --- | --- | --- | --- | --- | --- | --- | --- | --- |
| 2012-2013 | L.A. Lakers        | 4  | 0  | 1,5 | 0,0 | 0,0 | 0,0 | 1,0 | 0,3 | 0,0 | 0,0 | 0,0 |
| 2013-2014 | Philadelphia 76ers | 3  | 0  | 5,0 | 0,0 | 0,0 | 0,0 | 0,7 | 0,3 | 0,3 | 0,0 | 0,0 |
| Carriera  | Carriera           | 7  | 0  | 3,0 | 0,0 | 0,0 | 0,0 | 0,9 | 0,3 | 0,1 | 0,0 | 0,0 |

### G League
| Anno      | Squadra           | PG | PT | MP   | TC%  | 3P%  | TL%  | RP  | AP  | PRP | SP  | PP   |
| --------- | ----------------- | -- | -- | ---- | ---- | ---- | ---- | --- | --- | --- | --- | ---- |
| 2012-2013 | L.A. D-Fenders    | 13 | 13 | 39,9 | 44,0 | 39,3 | 81,7 | 5,2 | 5,2 | 1,3 | 0,2 | 21,0 |
| 2013-2014 | Springfield Armor | 27 | 26 | 35,9 | 45,3 | 35,6 | 81,5 | 4,4 | 6,1 | 1,4 | 0,2 | 22,0 |
| 2018-2019 | Iowa Wolves       | 46 | 32 | 34,7 | 49,7 | 34,6 | 82,8 | 4,5 | 4,3 | 1,5 | 0,4 | 22,5 |
| Carriera  | Carriera          | 86 | 71 | 35,8 | 47,2 | 35,3 | 82,2 | 4,6 | 4,9 | 1,4 | 0,3 | 22,1 |

### Eurolega
| Anno      | Squadra    | PG | PT | MP   | TC%  | 3P%  | TL%  | RP  | AP  | PRP | SP  | PP  |
| --------- | ---------- | -- | -- | ---- | ---- | ---- | ---- | --- | --- | --- | --- | --- |
| 2015-2016 | Olympiakos | 12 | 0  | 13,9 | 29,2 | 42,1 | 65,0 | 1,4 | 1,5 | 0,3 | 0,1 | 4,1 |
| Carriera  | Carriera   | 12 | 0  | 13,9 | 29,2 | 42,1 | 65,0 | 1,4 | 1,5 | 0,3 | 0,1 | 4,1 |

### Eurocup
| Anno      | Squadra              | PG | PT | MP   | TC%  | 3P%  | TL%  | RP  | AP  | PRP | SP  | PP   |
| --------- | -------------------- | -- | -- | ---- | ---- | ---- | ---- | --- | --- | --- | --- | ---- |
| 2012-2013 | Sptk. S. Pietroburgo | 4  | 0  | 9,0  | 50,0 | 11,1 | -    | 0,2 | 1,0 | 0,5 | 0,0 | 4,8  |
| 2014-2015 | Pall. Cantù          | 18 | 18 | 30,7 | 47,8 | 35,4 | 75,6 | 3,1 | 3,4 | 0,7 | 0,2 | 15,7 |
| 2015-2016 | Trabzonspor          | 10 | 9  | 26,2 | 38,9 | 32,1 | 57,9 | 3,0 | 3,7 | 0,4 | 0,1 | 7,6  |
| Carriera  | Carriera             | 32 | 27 | 26,6 | 45,7 | 32,8 | 72,3 | 2,7 | 3,2 | 0,6 | 0,1 | 11,8 |

## Palmarès
- Campionato greco: 1

Olympiakos: 2015-16